# Abdolreza Rahmani Fazli

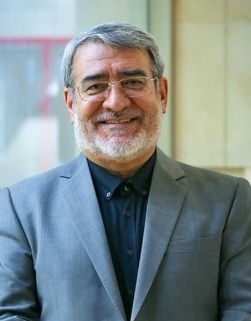
Abolreza Fazli

Abdolreza Rahmani Fazli (persisch عبدالرضا رحمانی فضلی; * 12. September 1960 im Iran) ist ein iranischer Politiker und Regierungsbeamter.
Fazli ist der Chef des Obersten Rechnungshofes. Er wurde im August 2013 als Innenminister der Regierung Rohani nominiert und am 15. August 2013 von Iranischen Parlament mit 256 Stimmen bei 9 Enthaltungen und 19 Gegenstimmen gewählt.